# Фантас 1
Фантас 1 (англ. Fontas 1) — індіанська резервація в Канаді, у провінції Британська Колумбія, у межах регіонального округу Нортерн-Рокіс.

## Населення
За даними перепису 2016 року, індіанська резервація нараховувала 5 осіб. Середня густина населення становила 48,9 осіб/км².

## Клімат
Середня річна температура становить -0,1°C, середня максимальна – 20,7°C, а середня мінімальна – -27,1°C. Середня річна кількість опадів – 441 мм.
| Клімат поселення                              | Клімат поселення | Клімат поселення | Клімат поселення | Клімат поселення | Клімат поселення | Клімат поселення | Клімат поселення | Клімат поселення | Клімат поселення | Клімат поселення | Клімат поселення | Клімат поселення | Клімат поселення |
| Показник                                      | Січ.             | Лют.             | Бер.             | Квіт.            | Трав.            | Черв.            | Лип.             | Серп.            | Вер.             | Жовт.            | Лист.            | Груд.            |                  |
| Середній максимум, °C                         | −14,08           | −8,21            | −0,6             | 9,06             | 16,10            | 20,70            | 20,66            | 19,14            | 13,93            | 6,60             | −5,7             | −13,21           |                  |
| Середня температура, °C                       | −20,58           | −14,7            | −7,1             | 2,58             | 9,60             | 14,20            | 16,26            | 14,73            | 9,52             | 2,18             | −10,12           | −17,63           |                  |
| Середній мінімум, °C                          | −27,08           | −21,21           | −13,6            | −3,92            | 3,10             | 7,70             | 11,83            | 10,30            | 5,08             | −2,23            | −14,53           | −22,02           |                  |
| Норма опадів, мм                              | 21               | 19               | 20               | 19               | 43               | 69               | 88               | 58               | 36               | 26               | 23               | 19               |                  |
| Середньомісячна швидкість вітру, м/с          | 2.02             | 2.17             | 2.50             | 2.70             | 2.87             | 2.66             | 2.40             | 2.36             | 2.50             | 2.52             | 2.16             | 2.05             |                  |
| Середньомісячна сонячна радіація, кДж/м²·день | 1763             | 4773             | 9961             | 16003            | 19554            | 21479            | 20174            | 16267            | 10280            | 5149             | 2156             | 1184             |                  |
| --------------------------------------------- | ---------------- | ---------------- | ---------------- | ---------------- | ---------------- | ---------------- | ---------------- | ---------------- | ---------------- | ---------------- | ---------------- | ---------------- | ---------------- |
| Джерело:                                      |                  |                  |                  |                  |                  |                  |                  |                  |                  |                  |                  |                  |                  |